# ブリーダーズカップ・チャレンジ
ブリーダーズカップ・チャレンジ（Breeders' Cup Challenge、BCC）は、アメリカ合衆国の競馬の祭典であるブリーダーズカップ・ワールド・サラブレッド・チャンピオンシップの優先出走権が与えられる競走のことである。対象となる競走をまとめてブリーダーズカップ・チャレンジシリーズ（Breeders' Cup Challenge Series）という。

## 概要
"Win and You're In"（勝てば出走できる）という概念のもと2007年から開始された。対象競走に勝利することでブリーダーズカップ各競走の優先出走権が与えられる。予め登録している種牡馬の産駒でない場合は多額の追加登録料を支払う必要がある。アメリカ競馬の祭典であるブリーダーズカップにトライアル競走を設けることで、プレップレースからブリーダーズカップに向かう盛り上がりをより高める目的もある。
2007年は6開催日24競走で行われ、4開催日は前年より馬券売り上げが増加し入場者数は5開催日で増加した。2007年はアメリカ合衆国内のみだったが、この結果から2008年はイギリス・カナダ・香港にも対象競走を設定、2009年はさらにアイルランド・フランス・オーストラリアにも対象競走を設定、2011年にはアルゼンチン・日本にも対象競走を設定、2012年には南アフリカ・ドイツにも対象競走を設定、2014年にはブラジル・ペルー・チリにも対象競走を設定した。
ブリーダーズカップ社の参加交渉は続いており、今後も対象となる競走が増える可能性がある。

## 歴史
- 2007年 - 24競走を対象に開始
- 2008年 - 57競走に増加（4カ国）
- 2009年 - 65競走に増加（7カ国）
- 2011年 - 68競走に増加（8カ国）
- 2012年 - 73競走に増加（10カ国）

## 対象競走
特に断りがない限り、日付は2022年時点における施行日である。
| 日付            | 開催国・競走名                        | 格 | 出走条件      | コース      | 競馬場                   | 獲得出走権                       |
| --------------- | ------------------------------------- | -- | ------------- | ----------- | ------------------------ | -------------------------------- |
| 12/11(2021年)   | カルロスペレグリーニ大賞              | G1 | 3歳以上       | 芝2400m     | サンイシドロ             | BCターフ                         |
| 01/07(2023年)   | キングズプレート                      | G1 | 3歳以上       | 芝1600m     | ケニルワース             | BCマイル                         |
| 01/08           | パドックS                             | G1 | 3歳以上牝馬   | 芝1800m     | ケニルワース             | BCフィリー&メアターフ            |
| 02/20           | フェブラリーS                         | GI | 4歳以上       | ダート1600m | 東京                     | BCクラシック                     |
| 02/22(2025年)   | リヤドダートスプリント                | G2 | 3歳以上       | ダート1200m | キングアブドゥルアジーズ | BCスプリント                     |
| 02/22(2025年)   | サウジカップ                          | G1 | 4歳以上       | ダート1800m | キングアブドゥルアジーズ | BCクラシック                     |
| 04/05(2025年)   | ドバイゴールデンシャヒーン            | G1 | 3歳以上       | ダート1200m | メイダン                 | BCスプリント                     |
| 04/05(2025年)   | ドバイターフ                          | G1 | 4歳以上       | 芝1800m     | メイダン                 | BCマイル                         |
| 04/05(2025年)   | ドバイシーマクラシック                | G1 | 4歳以上       | 芝2400m     | メイダン                 | BCターフ                         |
| 04/05(2025年)   | ドバイワールドカップ                  | G1 | 4歳以上       | ダート2000m | メイダン                 | BCクラシック                     |
| 05/01           | クレアドレス大賞                      | G1 | 3歳以上牝馬   | ダート2000m | パレルモ                 | BCディスタフ                     |
| 05/15           | ヴィクトリアM                         | GI | 4歳以上牝馬   | 芝1600m     | 東京                     | BCフィリー&メアターフ            |
| 05/29           | サンティアゴ馬事協会賞                | G1 | 3歳以上       | 芝2000m     | クラブイピコ             | BCマイル                         |
| 06/05           | 安田記念                              | GI | 3歳以上       | 芝1600m     | 東京                     | BCマイル                         |
| 06/11           | メトロポリタンH                       | G1 | 3歳以上       | ダート8f    | ベルモントパーク         | BCダートマイル                   |
| 06/11           | ジャイプールS                         | G1 | 4歳以上       | 芝6f        | ベルモントパーク         | BCターフスプリント               |
| 06/11           | オグデンフィップスH                   | G1 | 4歳以上牝馬   | ダート8.5f  | ベルモントパーク         | BCディスタフ                     |
| 06/14           | クイーンアンS                         | G1 | 4歳以上       | 芝8f        | アスコット               | BCマイル                         |
| 06/15           | プリンスオブウェールズS               | G1 | 4歳以上       | 芝9f212y    | アスコット               | BCターフ                         |
| 06/16           | ノーフォークS                         | G2 | 2歳           | 芝5f        | アスコット               | BCジュヴェナイルターフスプリント |
| 06/18（2024年） | キングチャールズ3世S                  | G1 | 3歳以上       | 芝5f        | アスコット               | BCターフスプリント               |
| 06/26           | パンプローナ大賞                      | G1 | 3歳以上牝馬   | 芝2000m     | モンテリーコ             | BCフィリー&メアターフ            |
| 06/26           | 宝塚記念                              | GI | 3歳以上       | 芝2200m     | 阪神                     | BCターフ                         |
| 06/26           | ブラジル大賞                          | G1 | 3歳以上       | 芝2400m     | ガベア                   | BCターフ                         |
| 06/28(2025年)   | フロアデリスS                         | G2 | 3歳以上牝馬   | ダート9f    | チャーチルダウンズ       | BCディスタフ                     |
| 06/29(2025年)   | ウルグアイ馬主協会大賞                | G3 | 3歳以上       | ダート1600m | マローニャス             | BCダートマイル                   |
| 07/01(2023年)   | スティーブンフォスターH               | G1 | 3歳以上       | ダート9f    | チャーチルダウンズ       | BCクラシック                     |
| 07/23           | ハスケルS                             | G1 | 3歳           | ダート9f    | モンマスパーク           | BCクラシック                     |
| 07/23           | キングジョージ6世&クイーンエリザベスS | G1 | 3歳以上       | 芝11f211y   | アスコット               | BCターフ                         |
| 07/27           | サセックスS                           | G1 | 3歳以上       | 芝8f        | グッドウッド             | BCマイル                         |
| 07/30           | ビングクロスビーS                     | G1 | 3歳以上       | ダート6f    | デルマー                 | BCスプリント                     |
| 07/30（2025年） | モールコームS                         | G3 | 2歳           | 芝5f        | グッドウッド             | BCジュヴェナイルターフスプリント |
| 07/31（2025年） | ナッソーS                             | G1 | 3歳以上牝馬   | 芝9f197y    | グッドウッド             | BCフィリー&メアターフ            |
| 08/06           | クレメント・L・ハーシュS              | G1 | 3歳以上牝馬   | ダート8.5f  | デルマー                 | BCディスタフ                     |
| 08/06           | ホイットニーH                         | G1 | 3歳以上       | ダート9f    | サラトガ                 | BCクラシック                     |
| 08/13           | フォースターデイヴH                   | G1 | 3歳以上       | 芝8f        | サラトガ                 | BCマイル                         |
| 08/16(2025年)   | E.P.テイラーDS                        | G1 | 3歳以上牝馬   | 芝10f       | ウッドバイン             | BCフィリー&メアターフ            |
| 08/17           | インターナショナルS                   | G1 | 3歳以上       | 芝10f56y    | ヨーク                   | BCクラシック                     |
| 08/18           | ヨークシャーオークス                  | G1 | 3歳以上牝馬   | 芝11f188y   | ヨーク                   | BCフィリー&メアターフ            |
| 08/19           | ナンソープS                           | G1 | 3歳以上       | 芝5f        | ヨーク                   | BCターフスプリント               |
| 08/21（2024年） | エーコムS                             | G3 | 2歳           | 芝7f        | ヨーク                   | BCジュヴェナイルターフ           |
| 08/23（2025年） | フォアゴーS                           | G1 | 3歳以上       | ダート7f    | サラトガ                 | BCダートマイル                   |
| 08/23（2025年） | パーソナルエンスンS                   | G1 | 3歳以上牝馬   | ダート9f    | サラトガ                 | BCディスタフ                     |
| 08/24（2024年） | プレステージS                         | G3 | 2歳牝馬       | 芝7f        | グッドウッド             | BCジュヴェナイルフィリーズターフ |
| 08/27           | ソードダンサーS                       | G1 | 3歳以上       | 芝12f       | サラトガ                 | BCターフ                         |
| 08/27           | パットオブライエンH                   | G2 | 3歳以上       | ダート7f    | デルマー                 | BCダートマイル                   |
| 08/28           | バレリーナH                           | G1 | 3歳以上牝馬   | ダート7f    | サラトガ                 | BCフィリー&メアスプリント        |
| 08/30（2025年） | スピナウェイS                         | G1 | 2歳牝馬       | ダート7f    | サラトガ                 | BCジュヴェナイルフィリーズ       |
| 09/03           | パシフィッククラシック                | G1 | 3歳以上       | ダート10f   | デルマー                 | BCクラシック                     |
| 09/03           | ジョッキークラブゴールドC             | G1 | 3歳以上       | ダート10f   | サラトガ                 | BCクラシック                     |
| 09/03           | デルマーH                             | G2 | 3歳以上       | 芝11f       | デルマー                 | BCターフ                         |
| 09/03           | フラワーボウルS                       | G2 | 3歳以上牝馬   | 芝11f       | サラトガ                 | BCフィリー&メアターフ            |
| 09/04           | グリーンフラッシュH                   | G3 | 3歳以上       | 芝5f        | デルマー                 | BCターフスプリント               |
| 09/08（2024年） | コリアカップ                          | G3 | 3歳以上       | ダート1800m | ソウル                   | BCダートマイル                   |
| 09/08（2024年） | コリアスプリント                      | G3 | 3歳以上       | ダート1200m | ソウル                   | BCスプリント                     |
| 09/10           | アイリッシュチャンピオンS             | G1 | 3歳以上       | 芝10f       | レパーズタウン           | BCターフ                         |
| 09/10           | メイトロンS                           | G1 | 3歳以上牝馬   | 芝8f        | レパーズタウン           | BCフィリー&メアターフ            |
| 09/10           | チャンピオンズジュベナイルS           | G3 | 2歳           | 芝8f        | レパーズタウン           | BCジュヴェナイルターフ           |
| 09/10           | ケンタッキーターフC                   | G2 | 3歳以上       | 芝12f       | ケンタッキーダウンズ     | BCターフ                         |
| 09/10           | ケンタッキーダウンズターフスプリント  | G2 | 3歳以上       | 芝6f        | ケンタッキーダウンズ     | BCターフスプリント               |
| 09/11           | モイグレアスタッドS                   | G1 | 2歳牝馬       | 芝7f        | カラ                     | BCジュヴェナイルフィリーズターフ |
| 09/11           | フライングファイブS                   | G1 | 3歳以上       | 芝5f        | カラ                     | BCターフスプリント               |
| 09/17           | サマーS                               | G1 | 2歳           | 芝8f        | ウッドバイン             | BCジュヴェナイルターフ           |
| 09/17           | ナタルマS                             | G1 | 2歳牝馬       | 芝8f        | ウッドバイン             | BCジュヴェナイルフィリーズターフ |
| 09/17           | ウッドバインマイル                    | G1 | 3歳以上       | 芝8f        | ウッドバイン             | BCマイル                         |
| 09/21（2024年） | プリンセスルーニーS                   | G3 | 3歳以上牝馬   | ダート6f    | ガルフストリームパーク   | BCフィリー&メアスプリント        |
| 09/27（2025年） | グッドウッドS                         | G1 | 3歳以上       | ダート9f    | サンタアニタパーク       | BCクラシック                     |
| 09/28（2024年） | シティオブホープMS                    | G2 | 3歳以上       | 芝8f        | サンタアニタパーク       | BCマイル                         |
| 09/28（2024年） | ヴォスバーグS                         | G3 | 3歳以上       | ダート6f    | ベルモントパーク         | BCスプリント                     |
| 09/28（2025年） | ゼニヤッタS                           | G2 | 3歳以上牝馬   | ダート8.5f  | サンタアニタパーク       | BCディスタフ                     |
| 09/28（2025年） | サンタアニタスプリントCS              | G2 | 3歳以上       | ダート6f    | サンタアニタパーク       | BCスプリント                     |
| 10/01           | シャンペンS                           | G1 | 2歳           | ダート8f    | ベルモントパーク         | BCジュヴェナイル                 |
| 10/01           | ミスグリロS                           | G2 | 2歳牝馬       | 芝8.5f      | ベルモントパーク         | BCジュベナイルフィリーズターフ   |
| 10/02           | ジャン・リュック・ラガルデール賞      | G1 | 2歳           | 芝1400m     | パリロンシャン           | BCジュヴェナイルターフ           |
| 10/02           | マルセルブサック賞                    | G1 | 2歳牝馬       | 芝1600m     | パリロンシャン           | BCジュヴェナイルフィリーズターフ |
| 10/02           | アベイ・ド・ロンシャン賞              | G1 | 2歳以上       | 芝1000m     | パリロンシャン           | BCターフスプリント               |
| 10/02           | 凱旋門賞                              | G1 | 3歳以上       | 芝2400m     | パリロンシャン           | BCターフ                         |
| 10/02           | オペラ賞                              | G1 | 3歳以上牝馬   | 芝2000m     | パリロンシャン           | BCフィリー&メアターフ            |
| 10/02           | ピルグリムS                           | G2 | 2歳           | 芝8.5f      | ベルモントパーク         | BCジュベナイルターフ             |
| 10/04（2025年） | オークリーフS                         | G2 | 2歳牝馬       | ダート8.5f  | サンタアニタパーク       | BCジュヴェナイルフィリーズ       |
| 10/05（2024年） | ロデオドライブS                       | G2 | 3歳以上牝馬   | 芝10f       | サンタアニタパーク       | BCフィリー&メアターフ            |
| 10/05(2025年)   | フォレ賞                              | G1 | 3歳以上       | 芝1400m     | パリロンシャン           | BCマイル                         |
| 10/07           | アルシバイアディーズS                 | G1 | 2歳牝馬       | ダート8.5f  | キーンランド             | BCジュヴェナイルフィリーズ       |
| 10/07           | ジャスミンS                           | G2 | 2歳牝馬       | 芝8.5f      | キーンランド             | BCジュヴェナイルフィリーズターフ |
| 10/07           | フェニックスS                         | G2 | 3歳以上       | ダート6f    | キーンランド             | BCスプリント                     |
| 10/08           | アメリカンファラオS                   | G1 | 2歳           | ダート8.5f  | サンタアニタパーク       | BCジュヴェナイル                 |
| 10/08           | ブリーダーズフューチュリティ          | G1 | 2歳           | ダート8.5f  | キーンランド             | BCジュヴェナイル                 |
| 10/08           | キーンランドターフマイルS             | G1 | 3歳以上       | 芝8f        | キーンランド             | BCマイル                         |
| 10/08           | サラブレッドクラブオブアメリカS       | G2 | 3歳以上牝馬   | ダート6f    | キーンランド             | BCフィリー&メアスプリント        |
| 10/09           | スピンスターS                         | G1 | 3歳以上牝馬   | ダート9f    | キーンランド             | BCディスタフ                     |
| 10/09           | バーボンS                             | G2 | 2歳           | 芝8.5f      | キーンランド             | BCジュヴェナイルターフ           |
| 10/09           | フューチュリティS                     | G3 | 2歳牡馬・騸馬 | 芝6f        | ベルモントパーク         | BCジュヴェナイルターフスプリント |
| 10/15           | チャンピオンS                         | G1 | 3歳以上       | 芝9f212y    | アスコット               | BCターフ                         |